# 김계원
김계원(金桂元, 1923년 6월 28일 ~  2016년 12월 3일)은 지난날 중앙정보부 부장, 타이완 주재 대사, 대통령 비서실 실장 등을 지낸 대한민국의 군인, 정치인, 외교관, 기업인이다. 경상북도 영주 출생이며 본관은 나주(羅州)이다.

## 생애
1923년 6월 28일 경상북도 영주에서 출생하였고 경성부의 연희전문학교 2년을 수료한 후 일본군 학도병으로 일본 육군예비사관학교를 졸업하고 일본 육군 소위로 복무하던 중 해방을 맞이하고 귀국하였다.
1946년 군사영어학교 1기로 육군 소위 임관 하였으며, 같은 해 1946년 대한민국 육군 중위 진급하였고 그 후 1969년 육군 대장으로 예편하였다. 육군참모총장과 중앙정보부장을 맡았다. 그 후 국회의원 출마를 거부하고 자유중화민국 주재 대한민국 대사를 지냈고(1971년 1월~ 1978년 12월) 1978년 12월에는 대통령 비서실장이 되었는데 그 직위에서 재직하던 중 1979년 10.26 사건에 관련되어 육군 보안사령부로 끌려가서 심문을 받았다. 그리고 그는 군법회의재판에 회부되어 내란목적살인 및 내란중요임무종사미수죄로 사형을 선고받았다. 또한 그는 예비역 육군대장으로 이미 예편한 상태였지만 신군부 세력에 의해 보충역 이등병으로 정정되었다. 이후 무기징역형으로 형량이 감형되었고, 1982년 5월 형집행정지로 석방된 후 1988년 특별사면 복권되었다. 그해 12월 18일 예비역 장군 자격을 회복하였다. 이후 정치에서 손을 뗐다. 그 후 원효실업 회장을 지냈다가 물러났다. 2016년 12월 3일 오후 11시에 숙환으로 타계했다.

## 가족 관계
- 아내: 서봉선(徐鳳仙, 1929년 1월 8일(96세) ~ )
- 동생: 김계일(金桂一, 1926년 3월 2일 ~ 2018년 9월 22일(92세) , 서울대학교 문리과대학 수학과 중퇴 후 포항 동지상업고등학교 교편 중 6.25 한국 전쟁으로 대한민국 육군종합학교 졸업 및 육군 포병 장교 임관 이후 육군포·보병학교 졸업. 대한민국 육군 777부대 부사령관. 1979년 12월 30일 대한민국 육군 소장 예편.)
- 동생: 김계삼(金桂三, 1932년 2월 29일(93세) ~ )
- 동생: 김계정(金桂丁, 1943년 4월 8일(81세) ~ )

## 학력
- 배재고등보통학교 졸업
- 연희전문학교 졸업
- 일본 육군예비사관학교(1945년)
- 군사영어학교 1기(1946년)
- 대한민국 조선경비보병학교 졸업(1947년)
- 대한민국 통위부 보병학교 졸업(1948년)
- 대한민국 육군공병학교 졸업(1949년)
- 대한민국 육군포병학교 졸업(1949년)
- 대한민국 육군기갑학교 졸업(1951년)
- 대한민국 육군보병학교 졸업(1952년)
- 대한민국 육군정훈학교 졸업(1953년)
- 미국 육군참모대학교 학사(1957년)
- 대한민국 국방대학교 행정학사(1959년)

## 기타
- 민간인 신분인 암살범 김재규 정보부장을 계엄령 선포 전임에도 김계원 비서실장은 대통령 경호실이나 검찰, 경찰이 아닌 군에서 체포하도록 요청하였다.[6]

언론에서는 이것을 물리적 힘이 법치 질서를 깨며 통치 수단으로 등장하였다고 지적한다.
- 12.12 이후 김계원은 고등군법회의에서 내란의 죄 대신 단순살인죄가 적용되어 무기징역으로 감형되었다. 그는 88년 말 예비역 대장 계급이 복권되는 등 완전한 복권이 이뤄졌으나 군인연금지급신청서류 제출을 '국가에 대한 재산권 행사기간(5년)'의 시효를 넘긴 1988년 7월 14일에 하게 된 까닭으로 이후 연금을 한푼도 지급받지 못했다.[7]

## 김계원을 연기한 배우들
- 오승명 - 1993년(제3공화국) MBC 드라마
- 김상순 - 1995년(제4공화국) MBC 드라마
- 오승명 - 1995년(코리아게이트)  SBS 드라마
- 민지환 - 1998년(삼김시대)  SBS 드라마
- 나성균 - 2005년(제5공화국) MBC 드라마
- 권병길 - 2005년(그때 그사람들) 영화
- 박지일 - 2020년(남산의 부장들) 영화